# Tristan Chytroschek
Tristan Chytroschek (* 1968 in Pforzheim oder Calw) ist ein deutscher Regisseur und Filmproduzent.

## Leben
Aufgewachsen in Calw machte Chytroschek dort sein Abitur 1988 am Hermann Hesse-Gymnasium. Sein Maschinenbau-Studium an der FH Esslingen schloss er erfolgreich ab. Während des Studiums absolvierte er Auslandssemester bzw. -praktika in Großbritannien, Mexiko und Argentinien und reiste nach dem Hochschulabschluss monatelang durch die Anden. Durch seine Auslandsreisen bestärkt begann Chytroschek 1995 an der University of Westminster Medienwissenschaft (bzw. Journalismus) zu studieren. Nach seinem Master-Abschluss arbeitete er bei der BBC und Channel 4 in Großbritannien sowie beim TLC in Los Angeles. 2004 kam Chytroschek nach Deutschland zurück und arbeitete für den WDR. Im selben Jahr stieg er als Mitinhaber bei der damals nur in Köln ansässigen a&o buero filmproduktion gmbh ein und gründete später das Büro in Hamburg, das er selber leitet.
Sein Dokumentarfilm Musik als Waffe wurde am 19. November 2012 mit dem International Emmy Award in der Kategorie Künstlerische Sendung ausgezeichnet.
Neben Deutsch spricht er fließend Englisch und Spanisch.

## Filmografie

### Als Regisseur
- 2007: Super 8 – Das Leben einer Legende
- 2008: Der Sprinter ohne Beine
- 2009: Ketchup – Heiß geliebt und kalt gegessen
- 2010: Musik als Waffe
- 2012: The Queen and Her Prime Ministers

### Als Produzent
- 2010: Taboo (Folge: Beyond the Grave)
- 2022: Die Recyclinglüge